# Кукин, Константин Михайлович
Константин Михайлович Кукин (23 ноября 1897, Курск — 25 ноября 1979, Москва) — советский разведчик и дипломат, чрезвычайный и полномочный посланник 2-го класса, полковник.

## Биография
Родился в русской рабочей семье. Отец умер в 1901. В 1916 окончил реальное училище в Курске и поступил вольноопределяющимся в 12-й Калишский пограничный конный полк (командир А. Р. Романович). Демобилизован в 1917, вернулся в Курск и в том же году вступил добровольцем в РККА. Участник Гражданской войны, с 1919 года командовал ротой, был заместителем военно-политического комиссара 53-го кавалерийского полка, до декабря 1919 года помощник заведующего политотделом 9-й кавалерийской дивизии. В январе 1920 года становится заведующим отделом управления Лубенского ревкома в Полтавской губернии, также являлся командиром отряда ЧОН. Одновременно в 1920 поступил на медицинский факультет Крымского университета, впоследствии перевелся в Харьковский университет, но образование не завершил. С 1922 заместитель военкома, в следующем году военком в Курской губернии, и ещё через год военком Зарайского уезда Московской губернии.
Уволен из РККА и откомандирован в распоряжение Управления фабрично-заводскими предприятиями военно-воздушного флота «Промвоздух» с зачислением на воинский учёт по городу Москве. С 1926 секретарь парткома завода «Красный богатырь», членом бюро Сокольнического райкома ВКП(б). В 1930 делегат XVI съезда ВКП(б), депутат Моссовета и член Московского горкома. С конца 1929 заведующий сектором партийного строительства Московского горкома. В мае 1931 окончил Институт красной профессуры и в 1931 распределён на работу в ИНО ОГПУ.
После непродолжительной стажировки в аппарате НКИД командирован в Англию в качестве заместителя начальника отделения «Резиноимпорта» при акционерном обществе «АРКОС» с мая 1931 до августа 1932. Затем с ноября того же года парторг ЦК ВКП(б) на железнодорожном транспорте, и в октябре 1933 направлен в резидентуру ОГПУ в Харбине.
В 1934 вернулся в Москву по болезни, с 1935 работал в Особой группе при Наркоме внутренних дел («Группа Яши» — диверсионно-разведывательное подразделение), действовал в Забайкалье, занимался ликвидацией японских диверсионных групп.
В 1937 уволен из НКВД по болезни, однако в том же году вернулся на работу, и в декабре 1937 направлен в резидентуру НКВД в Вашингтоне под прикрытием должности 2-го секретаря полномочного представительства СССР. Затем переведён в резидентуру в Нью-Йорке.
В мае 1940 вернулся в Москву, работал в 5-м отделе ГУГБ НКВД СССР, впоследствии работал в КИ при МИД СССР до 11 марта 1952, затем находился в распоряжении управления кадров МГБ СССР, и 19 сентября 1952 уволен в запас. На пенсии проживал в Москве.

### Звания
- старший лейтенант ГБ (28 апреля 1941);
- капитан ГБ (11 октября 1941);
- подполковник ГБ (11 февраля 1943);
- полковник ГБ (23 февраля 1943).

### Дипломатический ранг
- чрезвычайный и полномочный посланник 2-го класса (5 августа 1946).

### Награды
- орден Ленина (21 мая 1947);
- 2 ордена Красного Знамени (19 января 1945, 28 октября 1967);
- 2 ордена Отечественной войны I степени (5 ноября 1944, ноябрь 1945);
- орден Красной Звезды (20 сентября 1943);
- нагрудный знак «Почётный работник ВЧК-ГПУ (XV)» (3 января 1937);
- 5 медалей.